# Сан Вито ал Мантико
Сан Вито ал Мантико је насеље у Италији у округу Верона, региону Венето.
Према процени из 2011. у насељу је живело 1380 становника. Насеље се налази на надморској висини од 91 м.